# شهربندان تاکسی
شهربندان تاکسی (مجاری: Taxisblokád) تظاهراتی در آخرین روزهای اکتبر ۱۹۹۰ علیه افزایش قیمت بنزین در مجارستان بود که طی آن هزاران راننده تاکسی، حمل و نقل بوداپست و کشور را برای سه روز فلج کردند. فیلم شهربندان در ۲۰۲۲ بر اساس این رویداد ساخته شده‌است.

## قیمت
درحالی‌که بنزین در ۲۰۲۲ بیش از ۷۰۰ فورینت قیمت داشته، اما در ۱۹۹۰ قیمتی معادل ۶۰ فورینت خیلی بیرحمانه تلقی می‌شد. ۲۵ اکتبر ۱۹۹۰ بر اساس مصوبه دولت، قیمت سوخت ۶۵ درصد افزایش یافت. قیمت بنزین معمولی به ۵۶ فورینت در هر لیتر، بنزین سوپر ۵۹ فورینت، بنزین بدون سرب ۶۱ فورینت و بنزین با اکتان ۹۸، ۶۲ فورینت رسید.

## شرح ما وقع
در نتیجهٔ تغییرات اقتصادی جهانی، قیمت نفت خام در بازار جهانی در سال ۱۹۹۰ دو برابر شد. افزایش قیمت به‌طور رسمی در ۲۵ اکتبر اعلام شد، اما پیش از آن شایعاتی جنجالی منتشر شده‌بود. در ۱۹ اکتبر، اولین خبر در مورد افزایش احتمالی قیمت در روزنامهٔ صدای ملت گزارش داده شده‌بود. به گفتهٔ دولت، افزایش قیمت عللی چون کاهش عرضهٔ نفت شوروی و جنگ خلیج فارس داشت.
پس از سالگرد انقلاب ۱۹۵۶ در ۲۳ اکتبر و دو روز پس از بستری شدن نخست‌وزیر یوژف آنتال، راننده تاکسی‌ها شهر را بند آورده و فقط آتش‌نشان‌ها، آمبولانس‌ها و نیروهای شوروی که از کشور خارج می‌شدند اجازه سفر داشتند. این اولین تظاهرات سراسری جدی در مجارستان بود که پس از پایان کمونیسم آغاز شده بود؛ هیچ‌کس نمی‌دانست دولت جدید چه واکنشی نشان خواهد داد. در این بین پلیس و دفاع ملی اعلام کردند که نمی‌خواهند به خشونت متوسل شوند. در غیاب نخست‌وزیر، بالاژ هوروات، وزیر کشور، وظایف نخست‌وزیر را انجام داد و اعلام کرد که دولت با تمام ابزارهای قانونی نظم را برقرار خواهد کرد. وی در تلویزیون ملی، اقدام دولت را توجیه کرد و از تشکیل سه تیم بحران خبر داد. رئیس‌جمهور آرپاد گونتس در سخنرانی خود در تلویزیون به دولت پیشنهاد کرد که افزایش قیمت بنزین را متوقف کند و در پاسخ رانندگان تاکسی به محاصره خود پایان دهند.
در ۲۷ اکتبر رانندگان تاکسی و کامیون، همراه با مردمی که به آنها پیوستند، حمل و نقل کشور را فلج کردند. موانع جاده‌ای در حدود ۶۰۰ مکان برپا شد که در مجموع ۱۰۵ شهرک را تحت تأثیر قرار داد. در بوداپست، به استثنای پل زنجیر، تمام پل‌های دانوب بسته شدند و ۲۵ تقاطع اصلی مسدود شدند. صدراعظم آلمان هلموت کهل و صدراعظم اتریش فرانتس ورانیتسکی هر دو پیشنهاد کمک کردند. بر اساس توافق اولیه بین دولت و حامیان، در نیمه شب، رئیس پلیس ملی از معترضان خواست تا موانع را بردارند.
در صبح روز ۲۸ اکتبر، محاصره تا حدودی کاهش یافت و جلسه شورای سازش در وزارت امور اجتماعی و کار به صورت زنده از تلویزیون پخش شد. بر اساس توافق عصر همان روز، قرار شد افزایش قیمت بنزین از نیمه شب ۲۹ اکتبر به ۱۲ فورینت کاهش یابد.